# Garry Monk
Garry Alan "Monkey" Monk, född 6 mars 1979 i Bedford, Bedfordshire, är en engelsk fotbollstränare och före detta fotbollsspelare (mittback).

## Karriär
Monks karriär har till stor del tillbringats i Swansea City, först som spelare under en tioårsperiod, varav större delen som lagkapten, och därefter som lagets huvudtränare under knappt två år. Under sin enda fullständiga säsong som tränare för Swansea förde han klubben till åttonde plats i Premier League, dess högsta placering någonsin. Hans nästföljande uppdrag var som huvudtränare för Leeds United, som han ledde till en sjunde plats i engelska Championship i sin enda säsong för klubben, innan han sade upp sig i maj 2017. I juni 2017 blev han manager för Middlesbrough, men han fick lämna rollen redan sex månader senare med klubben på nionde plats i Championship. I mars 2018 tillträdde han huvudtränarjobbet i Birmingham City.
Den 6 september 2019 blev Monk anställd som ny huvudtränare i Sheffield Wednesday. Efter en tung start på säsongen 2020/2021 blev Monk den 9 november 2020 avskedad av Sheffield Wednesday.